# Зуфаров, Камилджан Ахмеджанович
Камилджан Ахмеджанович Зуфаров (узб. Komiljon Ahmadjonovich Zufarov; 1 мая 1925 — 30 июля 2002) — советский узбекский гистолог, доктор медицинских наук (1962), профессор (1963), Заслуженный деятель науки Узбекистана (1968), действительный член АН Узбекистана.

## Биография
В 1942 г. поступил на лечебный факультет Ташкентского медицинского института. С 1943 г. — в боях Великой Отечественной войны; в частях 2-го Украинского фронта участвовал в освобождении Кавказа, Украины, Молдовы, Румынии.
В 1951 г. окончил Ташкентский медицинский институт. С 1954 г. заведовал лабораторией патологии НИИ краевой медицины, лабораторией радиационной цитологии Института ядерной физики. С 1962 г. по 2002 г. — заведующий кафедрой гистологии Ташкентского медицинского института; одновременно в 1965—1971 гг. — ректор института.
Являлся главным редактором Узбекской советской энциклопедии (с 10 по 14 тома), журнала «Фан ва Турмуш».

### Семья
Дочь — Наима, сын — Анвар.

## Научная деятельность
Основные направления научных исследований — функциональная морфология компенсаторно-приспособительных процессов органов и тканей в норме и патологии; клеточные механизмы процессов фильтрации, секреции, всасывания и их регуляции.
В 1954 г. защитил кандидатскую, в 1962 г. — докторскую диссертацию. Подготовил 35 докторов и 116 кандидатов медицинских наук. Автор более 500 научных работ.

### Избранные труды
Источник — Электронные каталоги РНБ.
- Зуфаров К. А. Морфологические основы иммунологических реакций: лимфоциты: Текст лекций. — Ташкент: ТашкГосМИ, 1988. — 20 с. — 299 экз.
- Зуфаров К. А. Новые данные о пищеварительно-всасывательных функциях кишки и почки у новорожденных. — Ташкент: Медицина, 1978. — 38 с. — 300 экз.
- Зуфаров К. А. Органы иммунной системы : (Структур. и функцион. аспекты) / Под ред. Д. Х. Хамидова. — Ташкент: Фан, 1987. — 184 с. — 1000 экз.
- Зуфаров К. А. Пищеварительная функция почки новорожденных: Экспонат. науч.-техн. выст. «Здравоохранение в УзССР» (Кабул, 1987). — Ташкент: Медицина, 1987. — 11 с. — 300 экз.
- Зуфаров К. А. Структурно-функциональные аспекты процессов адаптации и повреждения: (Тезис. докл. на 2 Всесоюз. съезде патофизиологов). — Ташкент: Б. и., 1976. — 48 с. — 1500 экз.
- Зуфаров К. А. Структурные основы компенсаторно-приспособительных процессов. — Ташкент: Фан, 1976. — 223 с. — 800 экз.
- Зуфаров К. А. Ультраструктурные основы секреторного процесса. — Ташкент: Фан, 1976. — 28 с. — 1000 экз.
- Зуфаров К. А. Цитофизиология процесса всасывания в различные возрастные периоды: Текст лекции. — Ташкент: ТашМИ, 1990. — 18 с. — 500 экз.
- Зуфаров К. А., Арипов У. А., Наджимутдинов К. Н., Князева Л. С. Влияние некоторых химических факторов внешней среды на действие лекарственных веществ, метаболизирующихся в печени. — Ташкент: Медицина, 1979. — 151 с. — 1000 экз.
- Зуфаров К. А., Дворжак М., Петков П. и др. Ультраструктурные основы системной организации органов и тканей. — Ташкент: Медицина, 1983. — 470 с. — 700 экз.
- Зуфаров К. А., Тухтаев К. Р., Гонтмахер В. М. Гистофизиология тканевых лейкоцитов: Текст лекций. — Ташкент: ТашГосМИ, 1986. — 19 с. — 220 экз.
- Зуфаров К. А., Тухтаев К. Р., Юлдашев А. Ю. Лейкоциты и клетки рыхлой соединительной ткани (ультраструктурно-функциональные аспекты). — Ташкент: Фан, 1979. — 192 с. — 1000 экз.
- Зуфаров К. А., Шамирзаев Н. Х., Амиров Ф. Ф. Приспособительные процессы в органах грудной полости при некоторых операциях на лёгких: (Эксперим. исследование). — Ташкент: Медицина, 1977. — 195 с. — 2000 экз.
- Патогенетическое лечение больных тифо-паратифозной и сальмонеллезной инфекциями: Метод. рекомендации / Ташк. мед. ин.т, Отд. электрон. микроскопии и др. ; [Сост. Зуфаров К. А. и др.]. — Ташкент: ТашМИ, 1981. — 7 с. — (В надзаг.: Ин-т усоверш. врачей, Клинич. инфекц. больница № 1 г. Ташкента). — 299 экз.

## Награды и признание
- Заслуженный деятель науки Узбекской ССР (1968)
- Государственная премия имени Беруни Узбекской ССР (1981)[3]
- Почётный член Чехословацкой медицинской ассоциации им. Я. Пуркине (1976)
- Почётный член общества анатомов, гистологов и эмбриологов Болгарии (1978).